# KFC Herent
KFC Herent is een Belgische voetbalclub uit Herent. De club is aangesloten bij de KBVB met stamnummer 3175 en heeft geel-blauw als kleuren. De club speelde in haar hele bestaan in de provinciale reeksen.

## Geschiedenis
De club werd op 3 september 1931 als V.C. Flandria opgericht. In 1941 veranderde deze voetbalclub zijn naam naar F.C. Herent en sloot zich aan bij de Belgische voetbalbond. In het seizoen 1948-1949, onder voorzitterschap van Edmond Schueremans promoveerde FC Herent naar 2de Provinciale, na het winnen van de eindronde. Daarna ging het terug bergafwaarts en werd vooral in 4e Provinciale gespeeld. 
Een nieuwe opleving kwam er in 1976. Er werd een nieuwe kantine en kleedkamers gebouwd en, onder impuls van Paul Massy, gestart met een gestructureerde jeugdwerking. Daarna werd vooral in 3e Provinciale gespeeld, met een paar uitschieters in 2 Provinciale (2001-2004 en 2013-2014).
Na twee opeenvolgende promoties werd in het seizoen 2018-19 voor het eerst in 1e Provinciale gespeeld, maar dit duurde slechts één seizoen. Na het seizoen 2021/22 bereikte KFC Herent opnieuw de 1e Provinciale.
Het Dames elftal speelt sinds 2022 op Nationaal niveau in de Interprovinciale B.

## Resultaten

### Resultaten Mannen
| Seizoen | Klasse | Klasse | Klasse | Klasse | Klasse | Klasse | Klasse | Klasse | Klasse | Reeks                                                    | Punten                                                   | Opmerkingen                                              |
|         | I      | I      | II     | III    | IV     | P.I    | P.II   | P.III  | P.IV   |                                                          |                                                          |                                                          |
| ------- | ------ | ------ | ------ | ------ | ------ | ------ | ------ | ------ | ------ | -------------------------------------------------------- | -------------------------------------------------------- | -------------------------------------------------------- |
| 2011/12 |        |        |        |        |        |        |        | 4      |        | Derde prov. Brabant D                                    | 60                                                       |                                                          |
| 2012/13 |        |        |        |        |        |        |        | 2      |        | Derde prov. Brabant D                                    | 66                                                       | Promotie via eindronde                                   |
| 2013/14 |        |        |        |        |        |        | 14     |        |        | Tweede prov. Brabant B                                   | 33                                                       | Degradatie                                               |
| 2014/15 |        |        |        |        |        |        |        | 11     |        | Derde prov. Brabant D                                    | 40                                                       |                                                          |
| 2015/16 |        |        |        |        |        |        |        | 9      |        | Derde prov. Brabant D                                    | 46                                                       |                                                          |
|         | 1A     | 1B     | 1Am    | 2Am    | 3Am    | P.I    | P.II   | P.III  | P.IV   | Vanaf 2016-17 zijn er 3 nationale en 2 regionale niveaus | Vanaf 2016-17 zijn er 3 nationale en 2 regionale niveaus | Vanaf 2016-17 zijn er 3 nationale en 2 regionale niveaus |
| 2016/17 |        |        |        |        |        |        |        | 1      |        | Derde prov. Brabant B                                    | 80                                                       | Kampioen                                                 |
| 2017/18 |        |        |        |        |        |        | 1      |        |        | Tweede prov. Brabant A                                   | 70                                                       | Kampioen                                                 |
| 2018/19 |        |        |        |        |        | 14     |        |        |        | Eerste prov. Brabant                                     | 33                                                       |                                                          |
| 2019/20 |        |        |        |        |        |        | 5      |        |        | Tweede prov. Brabant A                                   | 45                                                       |                                                          |
| 2020/21 |        |        |        |        |        |        | -      |        |        | Tweede prov. Brabant A                                   | -                                                        | Competitie geschrapt wegens Covid-19                     |
| 2021/22 |        |        |        |        |        |        | 1      |        |        | Tweede prov. Brabant A                                   | 87                                                       | Kampioen                                                 |
| 2022/23 |        |        |        |        |        | 5      |        |        |        | Eerste prov. Brabant                                     | 43                                                       |                                                          |
| 2023/24 |        |        |        |        |        | 8      |        |        |        | Eerste prov. Brabant                                     | 44                                                       |                                                          |
| 2024/25 |        |        |        |        |        | 9      |        |        |        | Eerste prov. Brabant                                     | 42                                                       |                                                          |
| 2025/26 |        |        |        |        |        |        |        |        |        | Eerste prov. Brabant                                     |                                                          |                                                          |

### Resultaten Dames
| Seizoen | Reeks                      | Niveau | Plaats | Punten | Beker | Opmerkingen                          |
| ------- | -------------------------- | ------ | ------ | ------ | ----- | ------------------------------------ |
| 2016/17 | Tweede Provinciale Brab. A | 5      | 11     | 21     |       |                                      |
| 2017/18 | Tweede Provinciale Brab.B  | 5      | 6      | 37     |       |                                      |
| 2018/19 | Tweede Provinciale Brab.B  | 5      | 5      | 52     |       |                                      |
| 2019/20 | Tweede Provinciale Brab.   | 5      | 2      | 46     |       |                                      |
| 2020/21 | Eerste Provinciale Brab.   | 4      | -      | -      | -     | Competitie geschrapt wegens Covid-19 |
| 2021/22 | Eerste Provinciale Brab.   | 4      | 2      | 57     |       |                                      |
| 2022/23 | Eerste Provinciale Brab.   | 4      | 1      | 64     |       |                                      |
| 2023/24 | Interprovinciale A         | 3      | 4      | 43     |       |                                      |
| 2024/25 | Interprovinciale B         | 3      | 2      | 59     |       |                                      |
| 2025/26 | Interprovinciale B         | 3      |        |        |       |                                      |